# Obolcola lindneri
Obolcola lindneri là một loài bướm đêm trong họ Geometridae.